# Pheidole striativentris
Pheidole striativentris är en myrart som beskrevs av Mayr 1879. Pheidole striativentris ingår i släktet Pheidole och familjen myror. Inga underarter finns listade i Catalogue of Life.